# Nan Madol

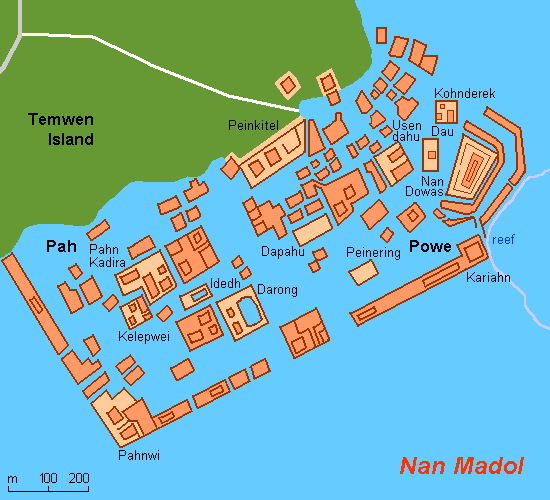
Mapa Nan Madol

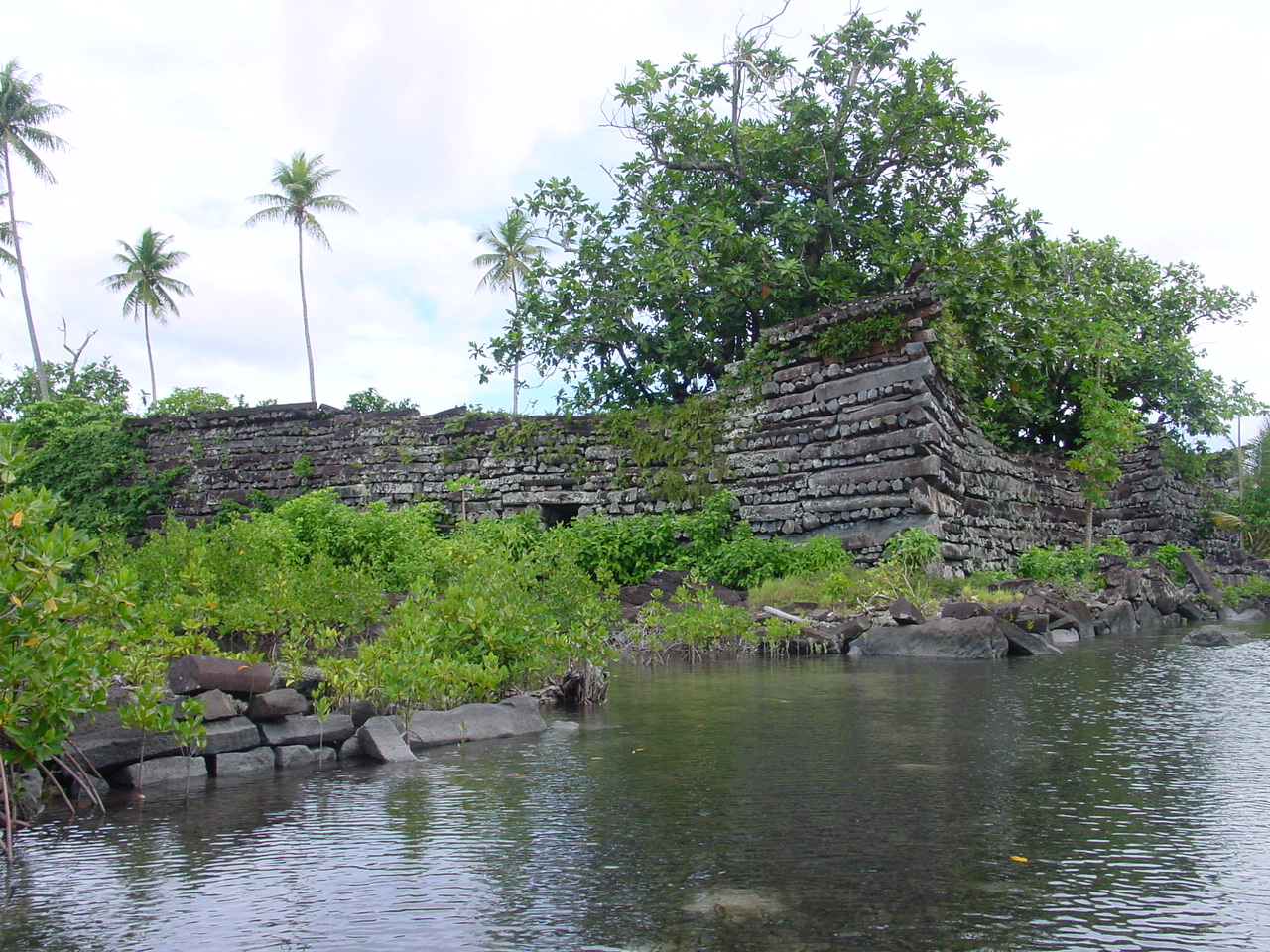
Nan Madol

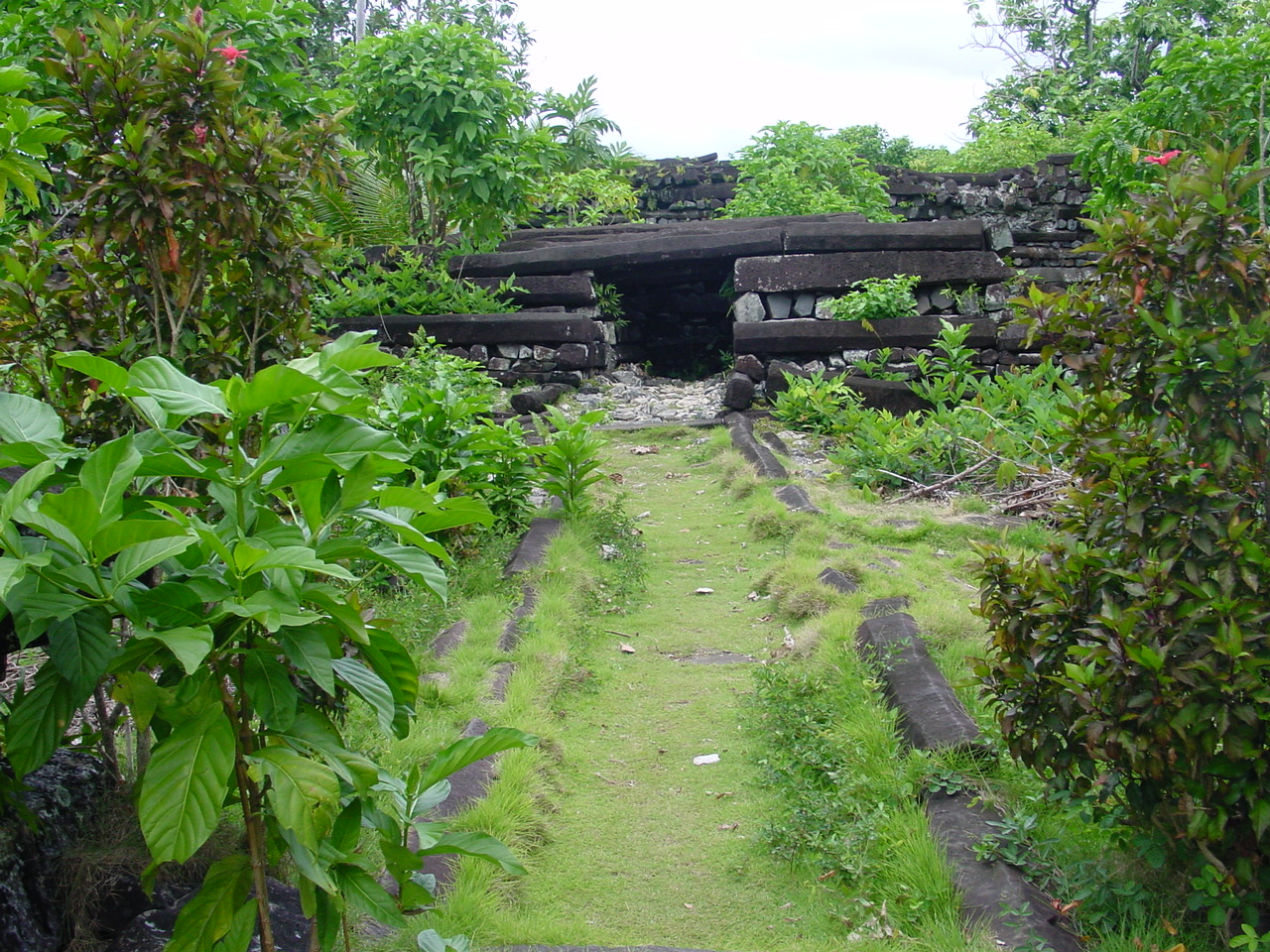
Nan Madol

Nan Madol (zwane także „Wenecją Mikronezji” lub „Wenecją Pacyfiku”) – ruiny megalitycznego miasta, ośrodka ceremonialnego saudeleurów z XII/XIII–XV/XVI wieku, położone na ponad 100 sztucznych wysepkach utworzonych na rafie w pobliżu Temwen Island na południowy wschód od Pohnpei w Mikronezji. Wysepki oddzielone są od siebie kanałami. 
W 2016 roku Nan Madol wpisano na listę światowego dziedzictwa UNESCO i jednocześnie umieszczono na liście światowego dziedzictwa w zagrożeniu z uwagi na zamulenie powodujące niekontrolowany rozrost namorzyn blokujących kanały.

## Geografia
Wysepki Nan Madol zbudowano z bazaltowych i koralowych głazów na rafie w pobliżu Temwen Island na południowy wschód od Pohnpei w archipelagu Karolinów. Wysepki oddzielone są do siebie kanałami, które przypominają kanały weneckie. Kompleks podzielony jest na dwie części:
- Madol Powe – górny Nan Madol – północno-wschodnia część o dużej liczbie mniejszych wysepek;
- Madol Pah – dolny Nan Madol – południowo-zachodnia część z mniejszą liczbą większych wysepek.

Nan Madol leży w strefie równikowej, a średnia roczna temperatura powietrza to 27 °C. 

## Historia
Historia wyspy znana jest przede wszystkim z przekazu ustnego i dzielona jest na cztery okresy: okres ludzi, okres saudeleurów, okres nahmwarki i okres obcokrajowców. 
Na podstawie badań archeologicznych i znalezionych pozostałości ceramiki z okresu kultury Lapita, szacuje się, że Pohnpei została zasiedlona ok. 2000–2500 lat temu. Osadnicy przybywali na wyspę falami, przypływając kanu. Z czasem rozwinęły się tu lokalne społeczności rolnicze, które zostały zjednoczone pod przywództwem wodza, tzw. saudeleura ok. X–XII wieku.     
Budowa wysepek najprawdopodobniej została rozpoczęta ok. 1200 roku, istniejące już wysepki rozbudowano i wzniesiono nowe z ułożonych jeden na drugim bloków bazaltowych wydobytych w innej części Pohnpei i przetransportowanych do budowy Nan Madol bez użycia kół czy narzędzi metalowych. Według legendy Nan Madol zostało wzniesione przez dwóch braci przy użyciu nadprzyrodzonych mocy. 
Nan Madol było zamieszkane, ale jego populacja nie przekraczała 1000 osób. Szacuje się, że mieszkańców mogło być mniej niż 500. 
Na wysepkach w północno-wschodniej części Nan Madol – Madol Powe – mieszkali kapłani. Inne wysepki służyły konkretnym celom – na jednych przygotowywano pożywienie (np. na Usennamw) a na innych budowano kanu (np. na Dapahu) czy produkowano olej kokosowy (np. na Peinering). Nandauwas pełniło funkcję królewskiego domu pogrzebowego. 34 wysepki tworzyły centrum administracyjne, znajdowały się tu również domy mieszkalne arystokracji. Rezydencje saudeleura i jego rodziny stały na wysepce Pahnkadira. Na wysepce Idehd trzymany był święty węgorz, którego karmiono wnętrznościami żółwi. Drugi święty węgorz miał być trzymany na wysepce Dorong, gdzie hodowano małże. Saudeleurowie prowadzili rządy silnej ręki, ściągając trybut od reszty społeczności na wyspie, by utrzymać swój ośrodek w Nan Madol.
Ustna tradycja umiejscawia upadek dynastii saudeleurow ok. 1600 roku, kiedy to syn boga gromów, Isokelekel z Kosrae, przy wsparciu 333 wojowników przejął władzę i wprowadził na terenie Madolenihmw system wodzostwa nahnmwarki, samemu stając się pierwszym wodzem nahnmwarki. Legendarny Isokelekel ma spoczywać w monumentalnym grobowcu na wysepce Peinkitel. Na początku XVIII wieku nahnmwarki mieli opuścić Nan Madol, które pozostawało zamieszkane do 1820 roku. System nahnmwarki nadal funkcjonuje jako system zarządzania na wyspie Pohnpei. Tytuł własności Nan Madol od 1500–1600 przechodzi z jednego wodza nahnmwarki na jego następcę.  
Przekazywane ustnie historie zbierali już pod koniec XIX wieku polski etnograf i badacz Oceanii Jan Kubary (1846–1896), który w 1873 sporządził również pierwszy opis Nan Madol i F.W. Christian (1896). W 1910 roku niemiecki etnolog i archeolog Paul Hambruch (1882–1933) sporządził mapę wysepek Nan Madol i zebrał ich nazwy pamiętane jeszcze przez mieszkańców Pohnpei. 
W 2016 roku Nan Madol wpisano na listę światowego dziedzictwa UNESCO i jednocześnie umieszczono na liście światowego dziedzictwa w zagrożeniu z uwagi na zamulenie powodujące niekontrolowany rozrost namorzyn blokujących kanały.

## Opis
Nan Madol jest jednym z dwóch megalitycznych ośrodków ceremonialnych wschodniej Mikronezji – drugim ośrodkiem jest oddalone o 550 km Lelu w Kosrae. Nan Madol jest większym i lepiej zachowanym kompleksem niż Lelu. 
Wielkość wysepek waha się od 160 do 12,7 tys. m². Wysepki zbudowane są z koralowych otoczaków i bazaltowych głazów otoczonych kolumnami z bazaltu o wadze od pół tony do 5 ton, ułożonych jedna na drugiej, tworząc fundament o grubości 1–2 m.. Mur zewnętrzny tworzą najczęściej głazy ważące średnio 50–60 ton. Na wysepce Pahnwi znajdują się głazy o średnicy 3,5 m i wadze do 90 ton. Na niektóre wysepki nawieziono ziemię z Temwen Island.
Najbardziej spektakularną wysepką pod względem architektonicznym jest Nandowas w części Madol Powe. Na ogrodzonym wysokim murem (miejscami o wysokości ponad 8 m) terenie Nandowas znajdują się ruiny trzech grobowców saudeleurów i pierwszych wodzów nahnmwarki.